# Microcarpaea
Microcarpaea é um género botânico pertencente à família Plantaginaceae. Tradicionalmente este gênero era classificado na família das Scrophulariaceae.

## Espécies
| - Microcarpaea agonis - Microcarpaea alterniflora - Microcarpaea americana - Microcarpaea chamaedrifolia - Microcarpaea cochlearifolia - Microcarpaea cuneifolia - Microcarpaea diandra - Microcarpaea minima - Microcarpaea montevidensis - Microcarpaea muscosa - Microcarpaea spathulata |